# Adetomeris herrerai
Adetomeris herrerai är en fjärilsart som beskrevs av Emilio Ureta 1942. Adetomeris herrerai ingår i släktet Adetomeris och familjen påfågelsspinnare. Inga underarter finns listade i Catalogue of Life.